# Sosípatra
Sosipatra d'Efes (grec antic: Σωσιπάτρα, llatí: Sosipatra) va ser una filòsofa neoplatònica del segle iv casada amb Eustaci de Capadòcia. La llegenda explica que quan tenia cinc anys, dos homes van anar a treballar a la finca del seu pare. Van obtenir una collita magnífica, molt per damunt d'allò que era previsible, i van convèncer el pare de Sosípatra que els deixés la finca i la nena a càrrec seu. Li van demanar que no s'acostés per la finca fins al cap de cinc anys durant els quals van ensenyar a Sosípatra l'antic coneixement dels caldeus. Quan va tornar el seu pare, va trobar-se que la nena, ja convertida en dona i molt bella, havia desenvolupat poders extraordinaris, com ara la clarividència i el do de la profecia. Segons Eunapi, els dos homes eren en realitat divinitats. En tot cas, és provada la seva fama com a mestra i profetessa. El seu marit Eustaci era conscient que moriria abans que ella. Eunapi diu que «la seva saviesa superior va fer que el seu espòs semblés inferior i insignificant». Eustaci i Sosípatra van tenir tres fills, un dels quals, Antoní, va ser també un filòsof conegut. Quan va morir Eustaci va viure a l'Àsia Menor i després va regir una escola de renom a Pèrgam, on era amiga d'Edesi de Capadòcia. La gent, després d'escoltar Edesi, anava a escoltar Sosípatra, atrets per la seva fama. Agustí d'Hipona fa referències a les profecies de Sosípatra en les seves cartes.